# Ludwig Bamberger

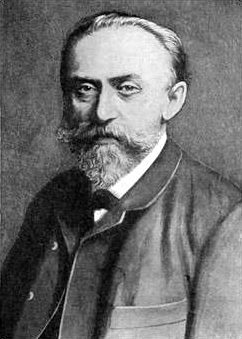
Ludwig Bamberger

Ludwig Bamberger (geboren am 22. Juli 1823 in Mainz; gestorben am 14. März 1899 in Berlin) war ein deutscher Bankier und Politiker.
Er gilt als einer der bedeutendsten Vertreter des deutschen Liberalismus der Zeit der Reichsgründung. Aus einer jüdischen Bankiersfamilie stammend, gehörte er 1870 zu den Gründern der Deutschen Bank. In den frühen 1870er Jahren war Bamberger einer der wichtigsten Finanzpolitiker. Er war an der Gründung der Reichsbank beteiligt und gilt als Vater der Münzreform und der deutschen Mark. Von 1867 bis 1893 war Bamberger Mitglied des Reichstages, zunächst für die Nationalliberale Partei, dann als ein Anführer der Liberalen Vereinigung (Sezession) und schließlich der Deutschen Freisinnigen Partei.

## Herkunft und Ausbildung
Der Vater Bambergers war ein jüdischer Kaufmann in Mainz, der sich schließlich als Bankier etablierte, ohne das Handelsgeschäft aufzugeben. Die Mutter stammte aus der Familie Bischoffsheim, deren Bankhaus in den 1830er Jahren internationale Bedeutung erlangt hatte. Der Vater war zwar einigermaßen wohlhabend, gehörte aber finanziell nicht zu den Spitzen der Mainzer Gesellschaft. Bamberger hatte sechs Geschwister. Sein älterer Bruder, Rudolph Bamberger, übernahm später das väterliche Unternehmen.

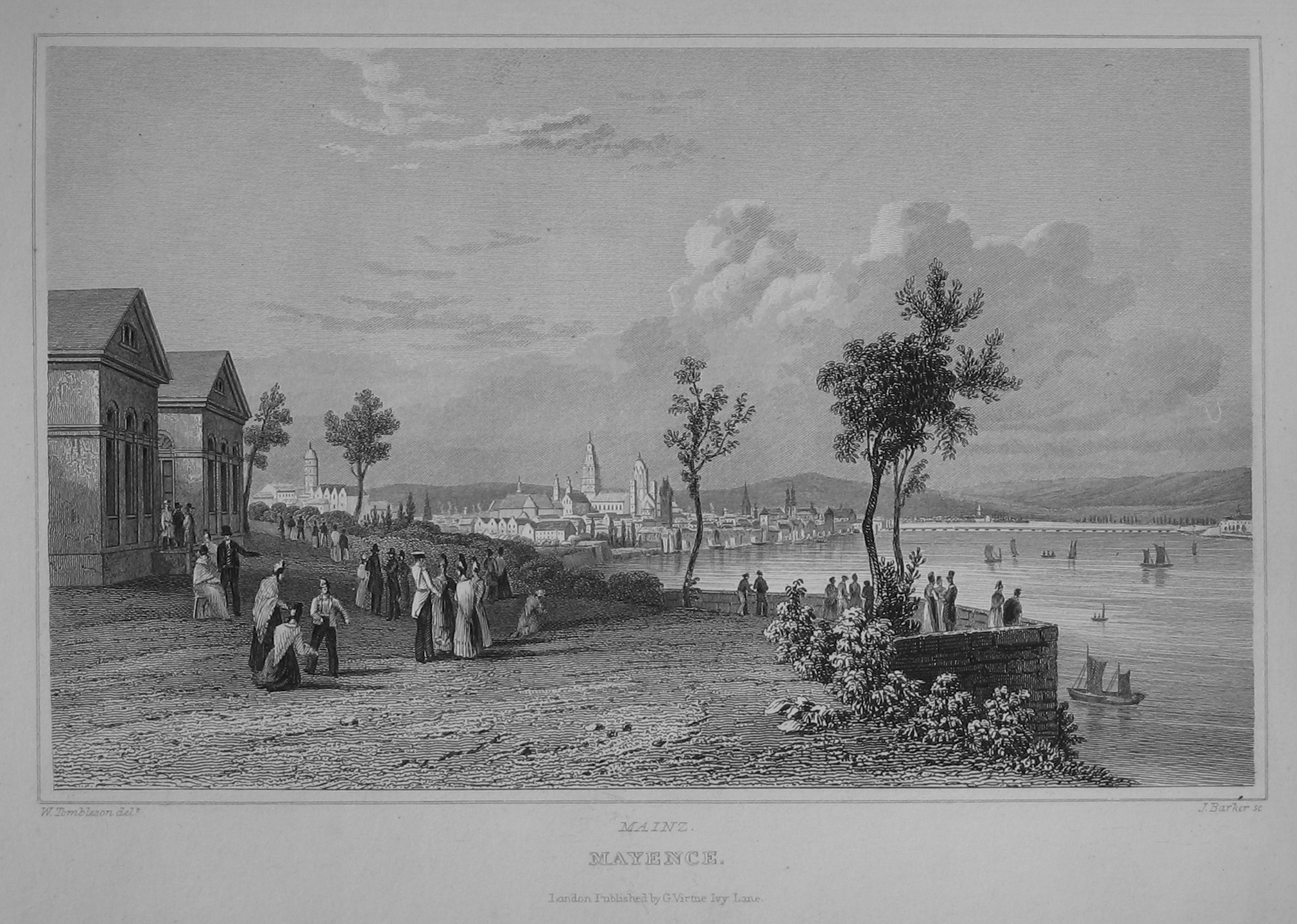
Stadtansicht von Mainz, um 1840

Bamberger besuchte das Gymnasium und erhielt daneben Privatunterricht in verschiedenen Fremdsprachen. Bereits im Alter von fünfzehn Jahren begann er eigene Texte zu verfassen. Nach Abschluss der Schule studierte er ab 1842 an der Hessischen Ludwigs-Universität in Gießen, der Universität Heidelberg und der Universität Göttingen Rechtswissenschaft. Politisch geprägt wurde Bamberger unter anderem von einer liberalen Umgebung, den Erinnerungen an die Mainzer Republik und durch Einflüsse aus dem zeitgenössischen politischen Diskurs in Frankreich. Neben seinen juristischen Studien interessierte er sich in dieser Zeit auch für die zeitgenössische Philosophie und für ökonomische Theorien wie die von Adam Smith. In seiner Zeit in Heidelberg hörte er unter anderem bei dem liberalen Juristen C.J.A. Mittermaier. Enge Beziehungen schloss er mit Friedrich Kapp und Heinrich Bernhard Oppenheim. Diese teilten die Orientierung an Frankreich einerseits und das Ziel eines starken Nationalstaates andererseits. Mit diesen und anderen gründete Bamberger 1843/1844 einen studentischen Diskussionsclub, der sich Walhalla nannte (später Burschenschaft Walhalla Heidelberg). Das letzte Studienjahr verbrachte er in Göttingen. Das Fakultätsexamen legte er in Gießen ab. Dort promovierte er anschließend auch. Die Laufbahn als Richter und der Staatsdienst waren ihm als Juden jedoch verschlossen. Auch der Beruf des Notars war auf Grund des großen Andrangs ebenso wenig eine Alternative wie die Stelle eines Rechtsanwaltes, die für ihn wegen seines schlechten Gesundheitszustandes nicht in Frage kam. Für das mögliche Ziel eines Universitätslehrers fehlten Bamberger die finanziellen Mittel, so dass er zunächst nach Mainz zurückkehrte. Seit seiner Jugend war er mit dem späteren Orientalisten Max Grünbaum freundschaftlich verbunden.

## Demokrat während der Revolution in Mainz
Die Nachricht vom Ausbruch der Februarrevolution löste bei Bamberger eine euphorische Begeisterung aus. Am 9. März 1848 bot er der Mainzer Zeitung seine Mitarbeit an, die auch angenommen wurde. In der folgenden Zeit wurde Bamberger die prägende Kraft des Blattes. Er stieg – neben Karl Bölsche – zum Mitherausgeber und Chefredakteur auf. Er machte die Zeitung über Mainz hinaus zu einem wichtigen Blatt, dessen Abonnentenzahlen innerhalb weniger Wochen stark anwuchsen. Dem bislang auf die Familie angewiesenen einkommenslosen Juristen brachte die Arbeit ein sicheres Einkommen von 800 Gulden im Jahr ein.
Einflussreich waren seine regelmäßig erscheinenden Leitartikel. Darin beschrieb er nicht zuletzt die französische Republik auch als Vorbild für Deutschland. Er reiste nach Frankfurt, um direkt über das Vorparlament und die Nationalversammlung zu berichten und zeigte sich bald enttäuscht von der insgesamt gemäßigten Haltung der Abgeordneten. Nur wenige wie Friedrich Hecker schienen Bambergers radikalere Ziele zu teilen. In der Folge kritisierte er als entschiedener Republikaner die Politik der Märzministerien und der Nationalversammlung scharf. Allerdings blieb er dabei durchaus auch realistisch. So hat er sich vom Heckerzug im April 1848 distanziert, weil dieses Vorgehen nur den Gegnern der Revolution nützen würde. Über die Publizistik hinaus versuchte Bamberger direkten Einfluss auf die politische Entwicklung in Mainz zu nehmen. In der Folge erreichten die Republikaner im örtlichen Bürgerkomitee die Mehrheit. Einige Zeit später wurde er auch im demokratischen Verein der Stadt an führender Stelle – zeitweise als Vorsitzender – aktiv. Allerdings machte er sich damit politische Gegner und auf deren Druck verlor er seine Position als Chefredakteur, blieb aber Korrespondent des Blattes.
Als führender Demokrat in Mainz nahm Bamberger sowohl am ersten wie auch am zweiten gesamtdeutschen Demokratenkongress teil. Beim zweiten Treffen in Berlin im Oktober 1848 wurde er mit erst 25 Jahren sogar zum Präsidenten der Versammlung gewählt. Allerdings behielt er diese Position nur wenige Tage, da er zurücktrat, als der Kongress die Nationalversammlung und die provisorische Zentralgewalt aufforderte, gegen die Gegenrevolution in Wien vorzugehen. Einen solchen Appell hielt Bamberger für wirkungslos und für die demokratische Bewegung für kontraproduktiv. Hinzu kam aber auch seine Kritik an sozialistischen Utopien, wie sie während des Kongresses laut wurden. Zurückgekehrt nach Mainz übernahm er ab Januar 1849 erneut den Posten eines Mitherausgebers der Mainzer Zeitung nun mit einem Salär von 1000 Talern.

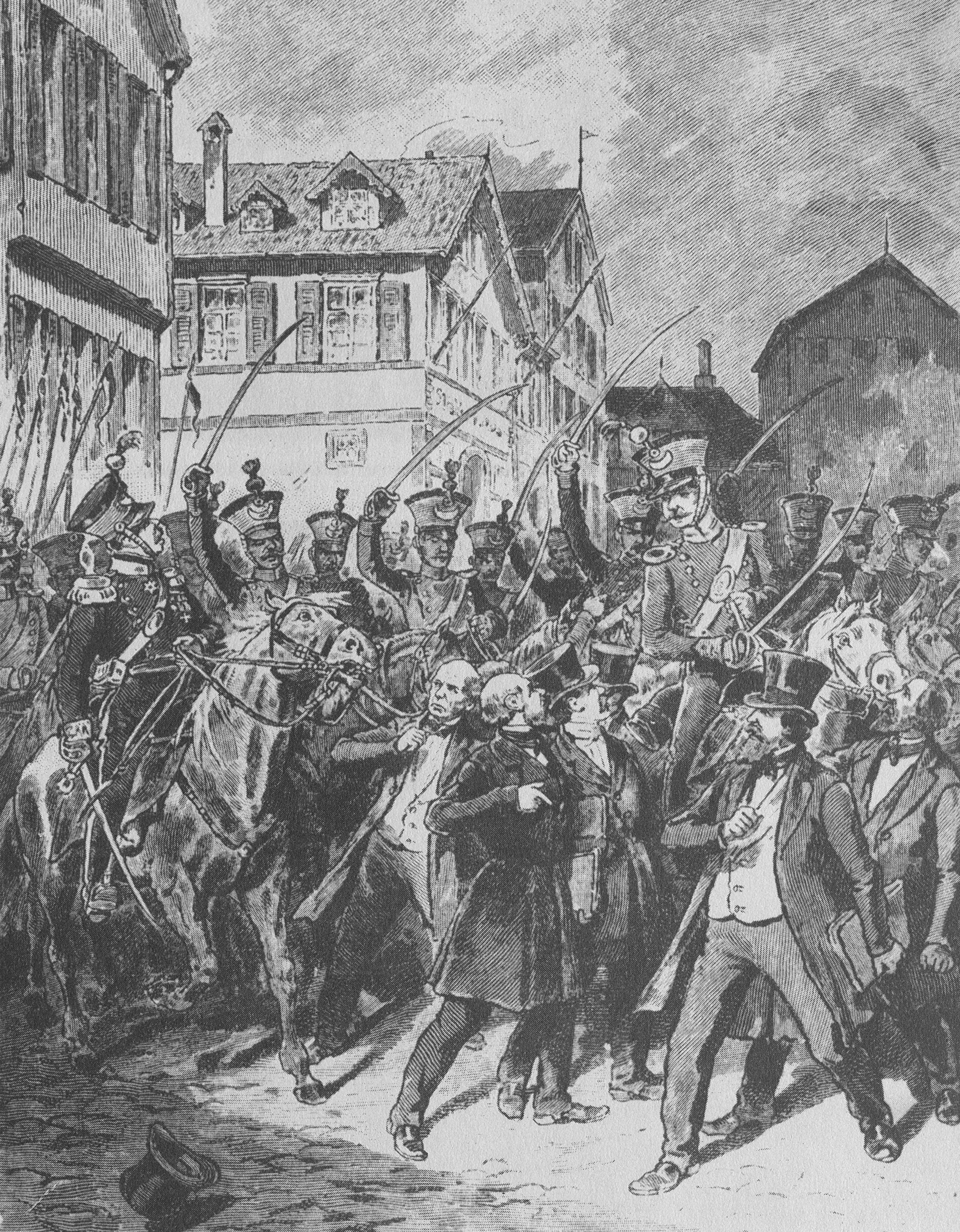
Darstellung zur Auflösung des Rumpfparlaments am 18. Juni 1849 in Stuttgart: Württembergische Dragoner treiben die Demonstration der ausgesperrten Abgeordneten auseinander.

Je mehr die Revolution in die Defensive geriet, umso stärker kritisierten Bamberger und seine Zeitung die Nationalversammlung. Die Kritik ging so weit, dass Bamberger den Grundrechtskatalog der Nationalversammlung ablehnte und an die Einzelstaaten appellierte, gegen die Frankfurter Einigungspolitik zu opponieren. Zudem lehnte er den von den Linken der Nationalversammlung gegründeten Centralmärzverein als Zusammenschluss der demokratischen Vereine ab und sprach sich weiterhin für den vom letzten Demokratenkongress eingesetzten Zentralausschuss aus. In dieser Zeit interessierte sich Bamberger auch für die Ideen von Pierre-Joseph Proudhon. Er übersetzte dessen Schrift über Volksbanken, die auf Kleinstaktien beruhen und zinslose Darlehen vergeben sollten, worauf sie mit einer Einleitung versehen als Broschüre veröffentlicht wurde.
Zwar kritisierte Bamberger die kleindeutsche Lösung, die Idee des Erbkaisertums und letztlich die von der Nationalversammlung verabschiedete Verfassung. Als sich aber der Widerstand der Regierungen gegen die Entscheidung abzeichnete, unterstützte er die Reichsverfassungskampagne. Am Pfälzischen Aufstand, dem letzten Versuch, die Revolution zu retten, nahm er als Mitglied des rheinhessischen Hilfskorps teil. Darüber berichtete Bamberger in einer 1849 in Frankfurt erschienenen Schrift Erlebnisse aus der Pfälzischen Erhebung im Mai und Juni 1849. Daneben bewarb er sich als Nachrücker für einen Abgeordnetensitz in der Nationalversammlung. Bamberger wurde zwar mit großer Mehrheit gewählt, konnte aber seine Stellung in dem inzwischen nach Stuttgart ausgewichenen Rumpfparlament vor dessen Auflösung nicht mehr einnehmen. Im Zuge des Vormarsches der preußischen Armee floh Bamberger in die Schweiz. In der Folge wurde er noch 1849 in Abwesenheit zu einer Zuchthausstrafe und 1852 sogar zum Tode verurteilt.

## Exil und Bankier
In der Schweiz lebte Bamberger zunächst in Zürich, später in Genf und Zürich und stand weiterhin in engem Kontakt mit den übrigen politischen Flüchtlingen. Aus der Schweiz reiste Bamberger Ende 1849 nach London und wurde Mitarbeiter im Bankhaus seines Onkels Bischoffsheim. Auch dort hielt er Kontakt mit politischen Exilanten. Dazu zählten unter anderem Karl Marx, Louis Blanc und Giuseppe Mazzini. Im Bankgeschäft wurde Bamberger in dieser Zeit zu einem Spezialisten im Handel mit Edelmetallen. Im Sommer 1850 wechselte er zur Filiale nach Antwerpen. Dort war er an der Finanzierung der Nachrichtenagentur Reuters beteiligt. Im Jahr 1851 ging er nach Rotterdam und machte sich dort mit einem Bankhaus L. A. Bamberger selbstständig. In dieser Zeit heiratete Bamberger Anna Belmont aus Alzey. Im Jahr 1853 wurde er Prokurist der Niederlassung in Paris. Dort wurde er auch Mitbegründer der Banque de Paris et des Pays-Bas. In Paris kam er sowohl geschäftlich wie auch privat in den Salons der Stadt mit den Spitzen der Politik und den führenden Vertretern des geistigen und künstlerischen Lebens zusammen, wovon u. a. sein Briefwechsel mit dem – ebenfalls zeitweise exilierten – Schriftsteller Moritz Hartmann zeugt. Von Paris versuchte Bamberger durch verschiedene Veröffentlichungen auch weiterhin politisch Einfluss auf die Entwicklung in Deutschland zu nehmen. Teilweise auf Kritik auch bei der Opposition stieß eine Schrift von 1859, mit der er sich gegen die Teilnahme deutscher Staaten auf Seiten Österreichs am Sardinischen Krieg aussprach. Nach Verhandlungen mit Bethel Henry Strousberg in Berlin über die Beteiligung an Eisenbahnprojekten, blieb Bamberger in Deutschland und verließ das Bankhaus Bischoffsheim.
1869/1870 war Bamberger zusammen mit Adelbert Delbrück an der Vorbereitung zur Gründung der Deutsche Bank AG beteiligt. Dieses Unternehmen sollte damals zunächst vor allem zur Finanzierung des wachsenden Außenhandels dienen und das deutsche Banksystem unabhängiger vom Finanzplatz London machen. Sie stand dabei auch in direkter Konkurrenz zu einigen Hamburger Banken, die ebenfalls stark im Außenhandel engagiert waren. Von 1870 bis 1872 war er Mitglied des Verwaltungsrates der Deutsche Bank AG.

## Nationalliberaler Anhänger Bismarcks

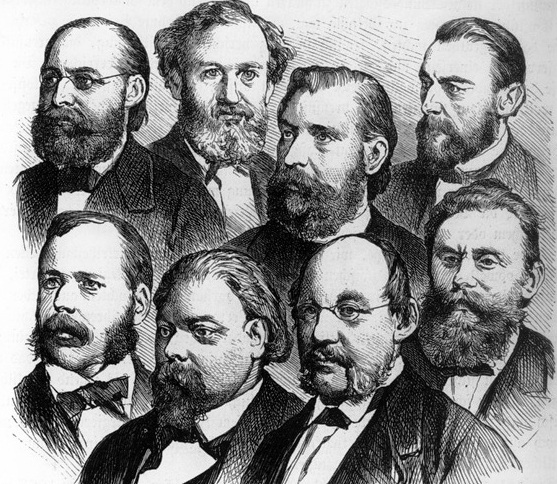
Führende Politiker der Nationalliberalen obere Reihe von links nach rechts: Wilhelm Wehrenpfennig, Eduard Lasker, Heinrich von Treitschke, Johannes Miquel, untere Reihe von links nach rechts: Franz von Roggenbach, Karl Braun, Rudolf Gneist, Ludwig Bamberger

Auf die Politik in Deutschland nahm er mit seiner Zeitschrift Demokratische Studien und sonstigen journalistischen Tätigkeiten Einfluss. Von der Politik Otto Bismarcks beeindruckt schrieb Bamberger 1868 die Schrift „Mr. de Bismarck“, mit der er das französische Publikum für die Politik Bismarcks gewinnen wollte. Darin hieß es unter anderem, dass er „keinen Augenblick daran zweifele, dass er [Bismarck] ein geborener Revolutionär war. Denn man wird als Revolutionär geboren wie als Legitimist, nach der Art der geistigen Anlage, während der Zufall allein darüber entscheidet, ob die Umstände des Lebens aus dem gleichen Menschen einen Weißen oder einen Roten macht.“ Während andere Liberale die Einigungspolitik ablehnten und zunächst die Vollendung des Konstitutionalismus in Preußen forderten, hoffte Bamberger durch die Einheit auch der Freiheit näher zu kommen. „Ist denn die Einheit, nicht selbst ein Stück Freiheit?“ Dies wurde zur Parole der 1866 entstehenden Nationalliberalen Partei, deren Mitglied Bamberger wurde. Als solcher wurde er 1868 ins deutsche Zollparlament für Mainz gewählt. Als nunmehr Anhänger Bismarcks und Vernunftmonarchist hatte sich Bamberger weit von seinen demokratischen Anfängen entfernt und galt im demokratischen und linksliberalen Lager des Zollparlaments als Abtrünniger.
Während des Deutsch-Französischen Krieges war Bamberger persönlicher Berater Otto von Bismarcks. Dabei unterstützte Bamberger die Politik Bismarcks auch publizistisch.
1868 wurde Bamberger als Abgeordneter des Wahlkreises Hessen 9 (Mainz – Oppenheim) in den Reichstag des Norddeutschen Bundes als Vertreter der Nationalliberalen Partei gewählt, auch in der ersten Legislaturperiode des Reichstages 1871 bis 1874 vertrat er diesen Wahlkreis. Von 1874 bis 1890 war er Mitglied des Reichstages als Abgeordneter des Wahlkreises Hessen 8 (Bingen – Alzey), den er zumeist sicher gewann.
In den ersten Jahren nach der Reichsgründung war Bamberger ein führendes Mitglied der nationalliberalen Reichstagsfraktion. Dabei galt sein Wirken vor allem der Finanzpolitik. Sein Sachverstand aus der Praxis und seinem leidenschaftlichen Einsatz gelang es gegen den zähen Widerstand der Länderregierungen eine Vereinheitlichung des Münzwesens sowie die Umstellung von Silber- auf Goldwährung durchzusetzen. Er erreichte Ende 1871, dass neue Goldmünzen mit einem Wert von 10 und 20 Mark ausschließlich vom Reich geprägt werden durften. Außerdem wurde die Mark als alleinige Währung eingeführt. Ein weiteres von Bamberger geprägtes Münzgesetz von 1873 bestimmte den Übergang auf die Goldwährung. Auch die Ausgabe von Banknoten wurde de facto zentralisiert. Mit dem Bankgesetz von 1875 an dem Bamberger ebenfalls führend beteiligt war, behielten die Länder theoretisch zwar das Recht zur Ausgabe von Geldscheinen, aber nur Mark-Noten waren in ganz Deutschland gültig. Die Preußische Bank, die auch bisher schon die meisten Banknoten ausgegeben hatte, wurde zur Reichsbank als faktische deutsche Zentralbank umgewandelt.

## Liberaler Oppositionspolitiker

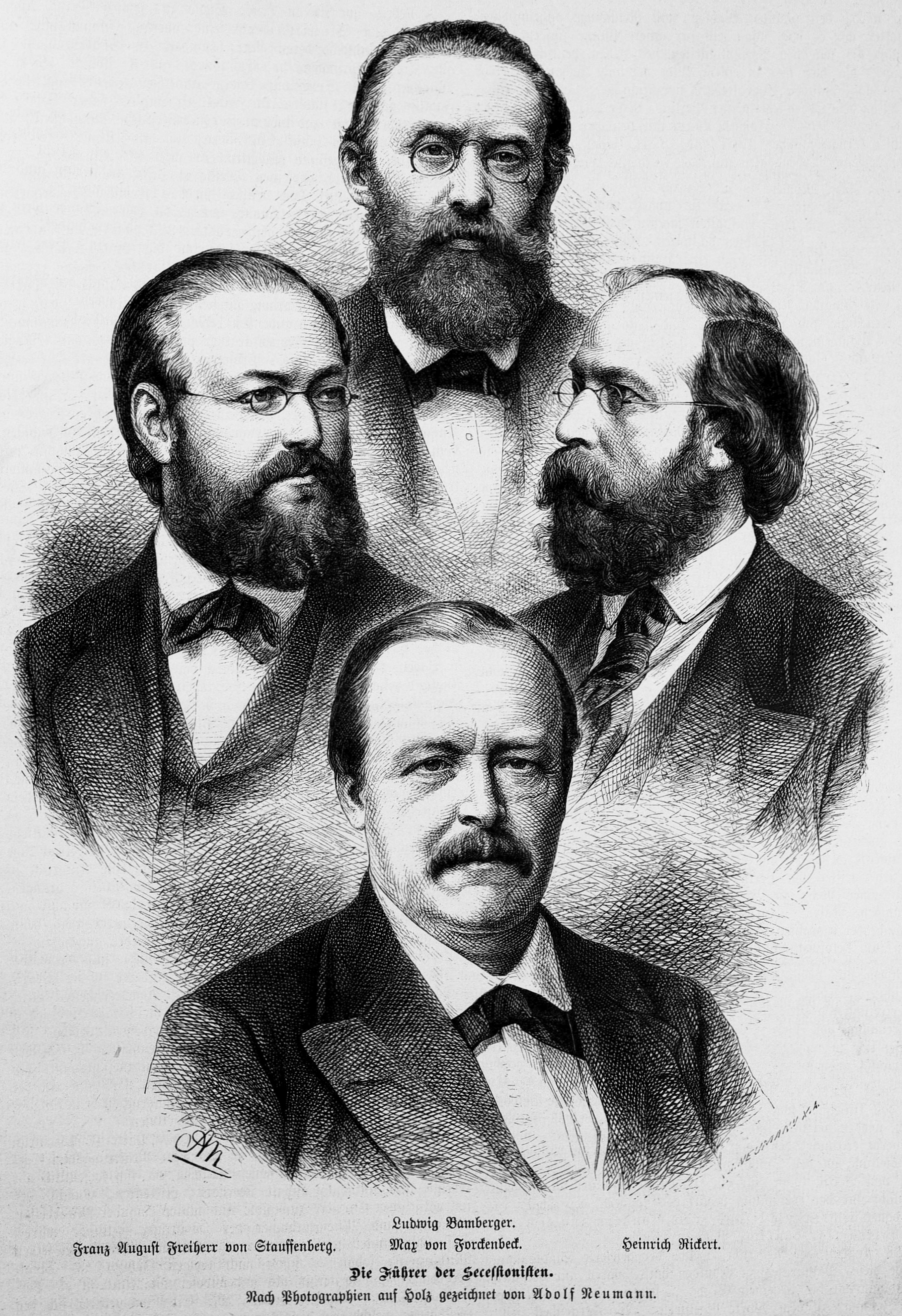
Die Führer der Secessionisten (aus: Die Gartenlaube, 1880), Ludwig Bamberger oben

Am Anfang von Bambergers Abwendung von Bismarck stand die Frage, wie der Staat auf die sozialdemokratische Bewegung reagieren sollte. Bamberger plädierte 1876 für eine „Belehrung“ der Arbeiter und lehnte eine Verschärfung des Strafrechts ab. Die innenpolitische Wende von 1879 und die Hinwendung Bismarcks zur Schutzzollpolitik und das Sozialistengesetz führten letztlich zum Bruch Bambergers mit dem Reichskanzler. 1880 stimmte die Mehrheit der Nationalliberalen für die Schutzzollpolitik Bismarcks, was zu einer Spaltung der Fraktion führte; Bamberger gehörte seitdem den „Sezessionisten“ (später Liberale Vereinigung) an. Bamberger lehnte die Schutzzollpolitik, die zu dieser Zeit im Reich von vielen Interessengruppen sehr lautstark gefordert wurde, strikt ab, und somit wurde er wie Eugen Richter zu einem der wichtigsten Gegenspieler Otto von Bismarcks. Bamberger kritisierte Bismarck aber nicht nur wegen dessen Wirtschaftspolitik – er war wie Franz August Schenk von Stauffenberg auch ein entschiedener Befürworter der Parlamentarisierung und ein Kritiker des Föderalismus. Die von Bismarck begonnene Kolonialpolitik hat er abgelehnt. Bei der Beratung zum Militäretat plädierte Bamberger dafür, dass Deutschland abrüsten solle. Für Bamberger bedeutete die politische Richtung Bismarcks nach 1879 eine grundsätzliche Abkehr vom Gründungskompromiss der alten Eliten mit dem Liberalismus während der Reichsgründungsära. Damit einher ging für Bamberger ein grundlegender Wandel der bislang liberal oder demokratisch geprägten Nationalbewegung. „Das nationale Banner [ist] in der Hand der preußischen Ultras und sächsischen Zünftler. [Dies wäre] die Karikatur dessen, was es einst bedeutet hat, und diese Karikatur ist ganz einfach so zustande gekommen, dass die überwundenen Gegner sich das abgelegte Kleid des Siegers angeeignet und dasselbe nach ihrer Fasson gewendet, aufgefärbt und zurechtgestutzt haben, um als die lachenden Erben der nationalen Bewegung einherstolzieren zu können.“
Bamberger galt als einer der Führer des Manchesterliberalismus im Parlament. Eugen Richter und er waren die Wortführer der Liberalen im Kampf gegen sämtliche sozialpolitischen Vorlagen der 1880er Jahre. Er stilisierte den Widerstand gegen die Sozialversicherung geradezu als Kampf für die Freiheit. Als er 1889 eine große Rede gegen die Alters- und Invalidenversicherung erhob, verließ Bismarck mit den Regierungsmitgliedern und Massen von Abgeordneten den Plenarsaal, sodass Bamberger vor leeren Bänken sprechen musste. Die Gründe für die strikte Ablehnung der Sozialpolitik waren einerseits ideologischer Natur. Daneben spielten aber auch tagespolitische Erwägungen eine Rolle. So sah Bamberger etwa in den Plänen, einen Volkswirtschaftsrat als Selbstverwaltungskörperschaft der Sozialversicherungen zu schaffen, einen bewussten Versuch Bismarcks das Parlament zu schwächen.
Bamberger war 1884 maßgeblich an der Vereinigung der Deutschen Fortschrittspartei mit der Liberalen Vereinigung zur Deutschfreisinnigen Partei beteiligt. Bamberger setzte wie viele Liberale seine Hoffnungen in einen Thronwechsel. Nach dem Tod Wilhelms I. gehörte er auch zu den engsten Beratern von Friedrich III. Durch dessen frühen Tod kam es nicht zur Bildung einer liberal orientierten Regierung.

## Antisemitische Angriffe und Gegenwehr
Als Jude wurde Bamberger immer wieder angefeindet. Karl Marx sagte einmal, bei Ludwig Bamberger sei die „Zigeunersprache der Pariser Börsensynagoge“ herauszuhören. Seinem ehemaligen Fraktionskollegen in der Nationalliberalen Partei Heinrich von Treitschke, der 1879 mit seinem Artikel Unsere Aussichten und mit kaum verhohlener Sympathie für antisemitische Ideen für großes Aufsehen sorgte (Berliner Antisemitismusstreit), trat Bamberger in mehreren Kampfschriften entgegen. Für ihn war Treitschkes Angriff auf die Juden ein Teil des Feldzuges gegen den Liberalismus, der durch die jüdische Herkunft einiger der wichtigsten Führer der liberalen Parlamentarier begünstigt wurde. Auch wenn die Gegner Treitschkes noch dominierten, sah Bamberger im Antisemitismus eine anhaltende Bedrohung. „Die eigentlichen Lebensorgane der Nation: Armee, Schule, Gelehrtenwelt sind bis zum Rand damit gesättigt […], es ist eine Obsession geworden, die einen nicht mehr losläßt.“ Im Zusammenhang damit kritisierte Bamberger die Veränderungen des deutschen Nationalismus. Der Hass gegen andere Nationen sei nunmehr dominant. „Von diesem Haß gegen das fremdartige jenseits der Grenze bis zum Haß gegen das, was sich […] als fremdartig in der eigenen Heimat ausfindig machen lässt [ist] es nur ein Schritt. […] Wo der Nationalhaß nach außen seine Schranken findet, wird der Feldzug nach innen eröffnet.“ Scharf kritisierte Bamberger im Zusammenhang mit der Reichstagswahl 1884, dass der Reichskanzler den wachsenden Antisemitismus für seine Zwecke ausnutze, und warf ihm eine bewusste Kollaboration mit den Antisemiten vor. In den 1890er Jahren beteiligte sich Bamberger an der Gründung einer pazifistisch ausgerichteten deutschen Friedensvereinigung.

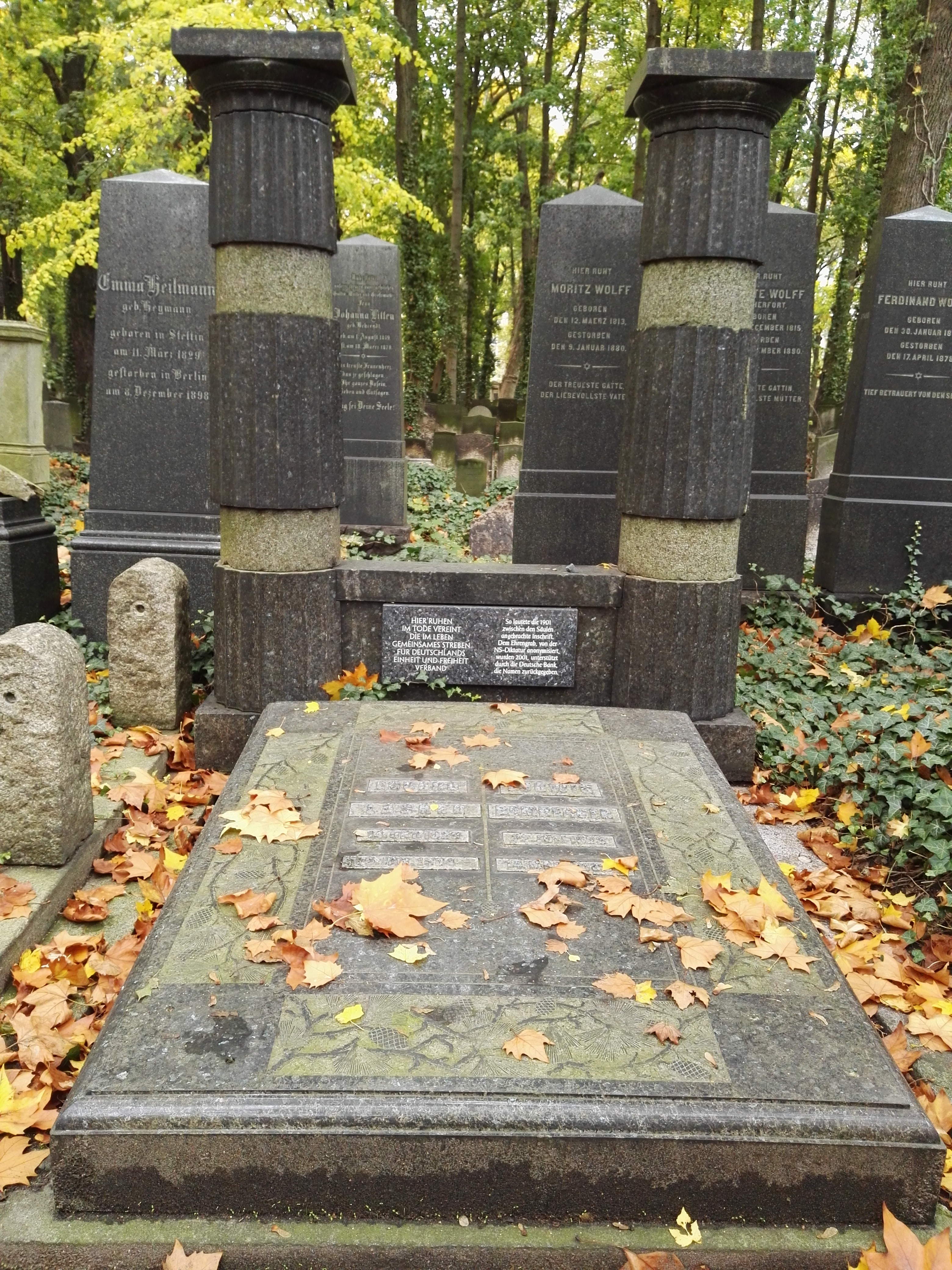
Grabstätte

Bamberger hatte in seinem Testament bestimmt, dass seine Bestattungsfeier ohne religiöse Zeremonie stattfinden solle und wurde 1899 auf dem Jüdischen Friedhof in der Schönhauser Allee in Berlin an der Seite von Eduard Lasker begraben. Die Grabschrift lautet: „Hier ruhen im Tode vereint die im Leben gemeinsames Streben für Deutschlands Einheit und Freiheit verband.“

## Privates
Bamberger war seit 1852 mit Anna Belmont verheiratet. Die Ehe blieb kinderlos.

## Ehrungen
- In seiner Geburtsstadt Mainz ist die Ludwig-Bamberger-Straße nach ihm benannt.
- In der Deutschen Bundesbank, Niederlassung Mainz, ist ein Konferenzraum nach ihm benannt.

## Werke (Auswahl)
- Erlebnisse aus der Pfälzischen Erhebung im Mai und Juni 1849. Frankfurt am Main 1849 (online bei der Universitätsbibliothek Frankfurt).
- Juchhe nach Italia! Bern/Genf 1859 (Digitalisierte Ausgabe unter: urn:nbn:de:s2w-6445).
- Herr von Bismarck. Breslau 1868 (Digitalisierte Ausgabe unter: urn:nbn:de:s2w-7307).
- Vertrauliche Briefe aus dem Zollparlament (1868–1869–1870). Breslau 1870 (Digitalisierte Ausgabe unter: urn:nbn:de:s2w-6484).
- Die Arbeiterfrage unter dem Gesichtspunkte des Vereinsrechtes. Stuttgart 1873 (Digitalisierte Ausgabe unter: urn:nbn:de:s2w-7371).
- Die Zettelbank vor dem Reichstag. Versuch einer gemeinverständlichen Darstellung. Leipzig 1874 (Digitalisierte Ausgabe unter: urn:nbn:de:s2w-7345).
- Reichsgold. Studien über Währung und Wechsel. Leipzig 1876 (Digitalisierte Ausgabe unter: urn:nbn:de:s2w-6431).
- Gesammelte Schriften. 5 Bände. Berlin 1894–1898.
  - Band 1: Studien und Meditationen aus 35 Jahren. Berlin 1898 (Digitalisierte Ausgabe unter: urn:nbn:de:s2w-7408).
  - Band 2: Charakteristiken. Berlin 1894 (Digitalisierte Ausgabe unter: urn:nbn:de:s2w-7173).
  - Band 3: Politische Schriften von 1848 bis 1868. Berlin 1895 (Digitalisierte Ausgabe unter: urn:nbn:de:s2w-9489).
  - Band 4: Politische Schriften von 1868 bis 1878. Berlin 1896 (Digitalisierte Ausgabe unter: urn:nbn:de:s2w-9498).
  - Band 5: Politische Schriften von 1879 bis 1892. Berlin 1897 (Digitalisierte Ausgabe unter: urn:nbn:de:s2w-9507).
- Erinnerungen. Hrsg. von Paul Nathan, Berlin 1899 (Digitalisierte Ausgabe unter: urn:nbn:de:s2w-6598).
- Bismarck posthumus. Berlin 1899 (Digitalisierte Ausgabe unter: urn:nbn:de:s2w-11774).
- Ausgewählte Reden und Aufsätze über Geld- und Bankwesen. Hrsg. von Karl Helfferich, Berlin 1900 (Digitalisierte Ausgabe unter: urn:nbn:de:s2w-6556).
- Bismarcks grosses Spiel. Die geheimen Tagebücher Ludwig Bambergers. Eingeleitet und hrsg. von Ernst Feder, Frankfurt am Main 1932.